# Amblycera
Amblycera  (лат.) — подотряд отряда пухоедов и вшей. Главными характеристиками являются: две пары глаз и наличие нижнегубных щупиков.

## Описание
Нижнегубные щупики из 2—4 сегментов. Усики головчатые или булавовидные, 4—5-сегментные, в покое скрыты в боковых или вентральных усиковых ямках. Среднегрудь и заднегрудь обычно не слиты. Паразиты птиц (Menoponoidea, лапки с 2 коготками) и млекопитающих (Gyropoidea, средние и задние лапки с 1 коготком или без них). .

## Некоторые виды
- Паразиты птиц
  - Menopon gallinae (Linnaeus,1958) — на домашних птицах
  - Menopon phaeostomum (Nitzsch, 1818) — на павлинах
  - Holomenopon leucoxanthum (Burmeister, 1838)
  - Menecanthus stramineus (Nitzsch, 1818) — на домашних птицах
  - Trinoton anserinum (J.C. Fabricus, 1805) — на утках и лебедях

- Паразиты млекопитающих
  - Gyropus ovalis (Nitzsch, 1818) — на морских свинках
  - Gliricola porcelli (Linnaeus, 1758) — на морских свинках
  - Trimenopon hispidium (Burmeister, 1838) — на морских свинках
  - Heterodoxus spiniger (Enderlein, 1909) — на собаках
  - Heterodoxus longitarsus (Piaget, 1880) — на валлаби и кенгуру
  - Heterodoxus macrpus (Le Souef and Bullen, 1902) — на валлаби и кенгуру